# Якаджик — Аднан Кахведж (станція метро)
40°53′42″ пн. ш. 29°13′44″ сх. д. / 40.8949° пн. ш. 29.2289° сх. д.
Якаджик—Аднан-Кахведж (тур. Yakacık—Adnan Kahvec) — станція лінії М4 Стамбульського метро. Відкрита 10 жовтня 2016 року у черзі Картал — Тавшантепе.
Конструкція — станція глибокого закладення споруджено новоавстрійським методом, має острівну платформу та дві колії.
Розташована під автострадою D.100, у кварталі Хюррієт, Картал.
Пересадки:Автобуси:16C, 16KH, 16Z, 17K, 17P, 130, 130A, 130E, 130Ş, 132G, 132Ş, 132T, 251, 500T, E-10, KM11, KM12, KM23, KM25, KM29
 Маршрутки: Гарем — Гебзе